# Wienbergen
Wienbergen è una frazione (Ortsteil) del comune di Hilgermissen, nel land della Bassa Sassonia, in Germania.

## Storia
Già comune autonomo nel circondario della contea di Hoya, fu soppresso e incorporato a Hilgermissen il 1º marzo 1974.